# ミシェル・コルネイユ (父)
ミシェル・コルネイユ（Michel Corneille l'Ancien、1601年頃 - 1664年）はフランスの画家である。同名の画家、版画家の息子、ミシェル・コルネイユ(Michel Corneille le Jeune:1642-1708) と"l'Ancien"などをつけて区別される。1648年に王立絵画彫刻アカデミーの創立時のメンバーの一人となった。

## 略歴
オルレアンの商人の家に生まれた。1602年の5月30日に洗礼の記録がある。筆頭宮廷画家(Premier peintre du Roi)になったシモン・ヴーエの弟子の一人になり、パリで働いた。パリではウスタシュ・ル・シュウールやフランソワ・ペリエといった有名画家と友人になった。1636年に彫刻家、ジャック・サラザンの娘と結婚した。
歴史画や宗教画を描き、多くの教会から装飾画の依頼を受けた。
1648年に設立された王立絵画彫刻アカデミーの12人の創立会員の一人となり、1656年に校長(recteur)に任じられた。
同名の息子、ミシェル(Michel Corneille le Jeune:1642-1708) とジャン＝バティスト・コルネイユ(Jean-Baptiste Corneille:1649-1695)は画家となった。

## 作品

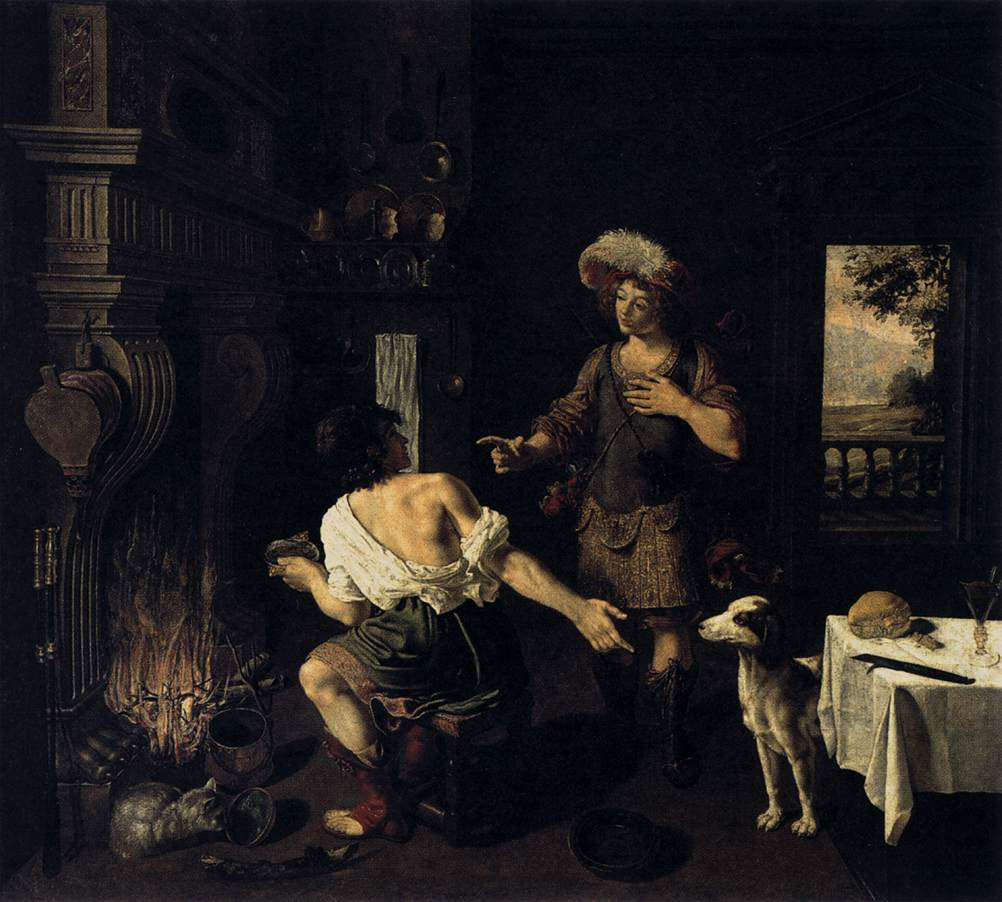
エサウとオルレアンのヤコブ
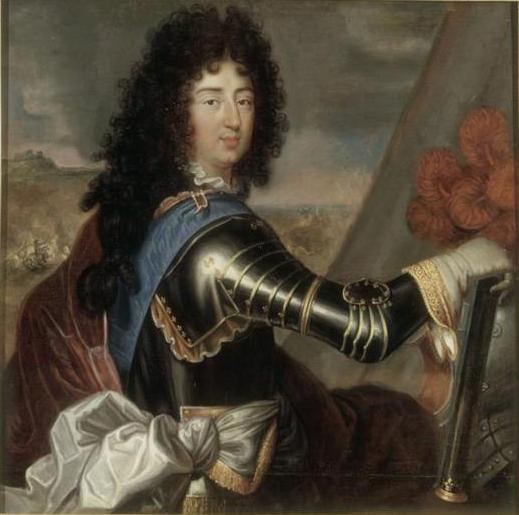
フィリップ1世 (オルレアン公)
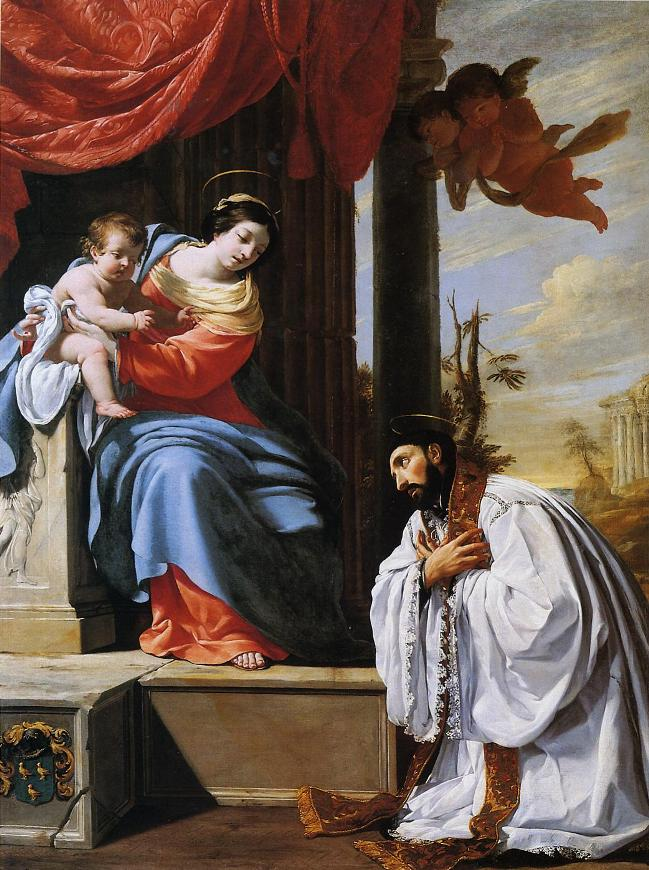
Francois Xavier Orléans